# Ojo mágico

Ojo mágico EM11.

Se llama ojo mágico u ojo eléctrico a una válvula termoiónica desarrollada por RCA (Radio Corporation of America), que incluye una pequeña pantalla de rayos catódicos. Se utilizó principalmente como indicador de sintonía en las radios de gama alta. Solía ser un pentodo (bulbo de cinco electrodos) y solía incluir un triodo que amplifica la señal de entrada antes de aplicarla a un electrodo de deflexión de la parte de rayos catódicos. El efecto que se produce es que una zona luminosa crece o decrece según el nivel de señal. Esto hacía que el usuario pudiese sintonizar el aparato perfectamente.
En la actualidad existen técnicos de radio que quieren incluir estas antiguas válvulas a los aparatos modernos de radio y de reproducción musical, como un elemento atractivo y al mismo tiempo funcional.
Básicamente, existen dos tipos:
- Con la pantalla circular. El tubo es cilíndrico, con la pantalla en la parte de arriba, formada por un ánodo en forma de cono invertido recubierto de fósforo. El haz de electrones sale del centro, creando una iluminación en forma de dos abanicos simétricos que se abren y cierran. La forma circular de la pantalla, con el círculo central oscuro recuerda la pupila de un ojo, de ahí el nombre del tubo.
- Con la pantalla rectangular. En este caso, se denomina "barra mágica", el fundamento de funcionamiento es el mismo, solo que la pantalla está en un lado, con el fósforo depositado directamente sobre el vidrio. Aquí se tiene una barra luminosa que crece del centro hacia los lados, o desde los lados al centro, o de un lado al otro, según la versión.

## Galería

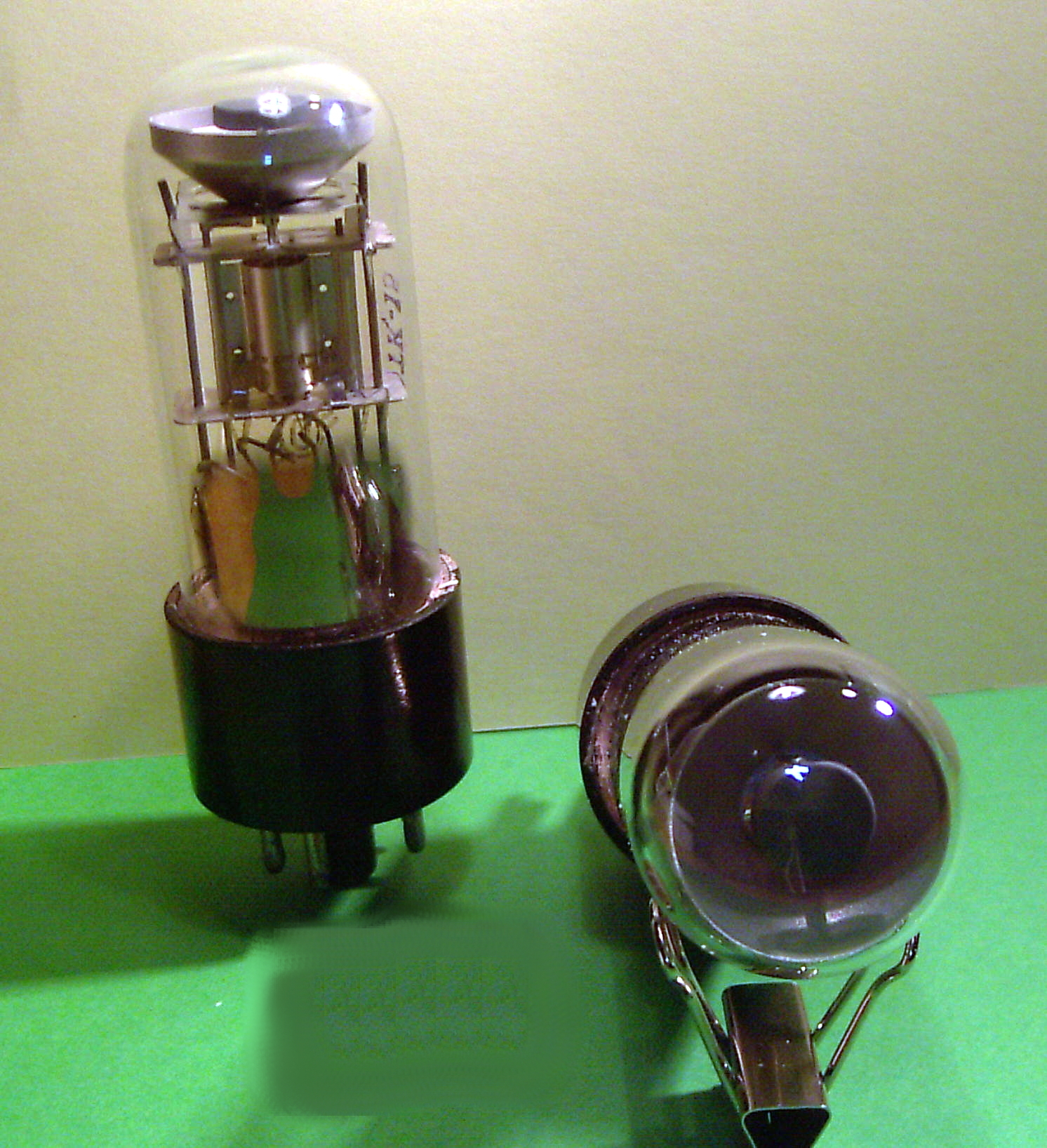
Ojo mágico 6E5A.
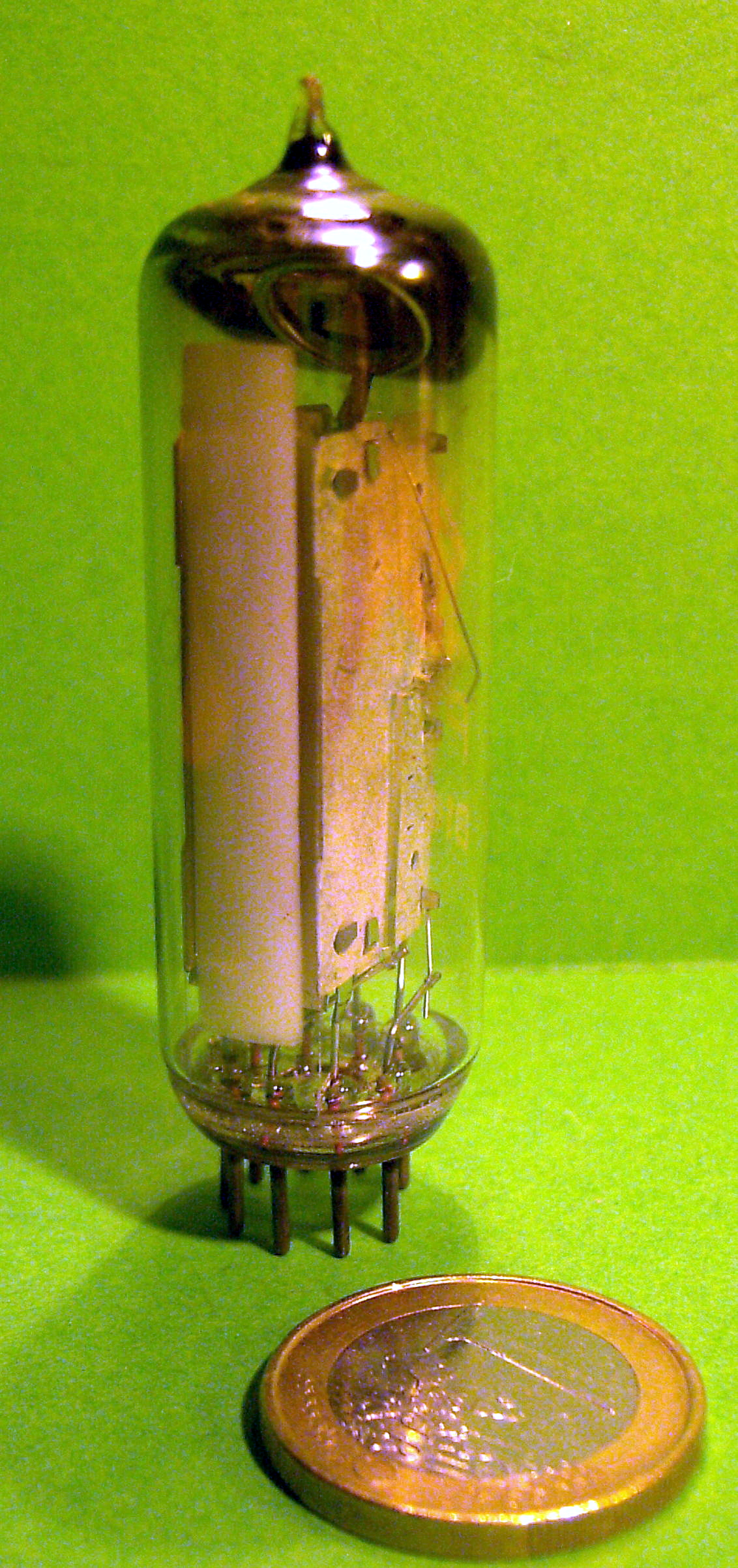
Ojo mágico PM84.